# Passarel·la residencial
Una passarel·la residencial és un dispositiu que connecta les infraestructures de telecomunicacions (dades, control, automatització, etc.) d'una llar digital a internet, combinant les funcions d'encaminador, hub, mòdem, parafoc i servidor d'aplicacions d'entretenimient com vídeo o àudio sota demanda, telefonia per internet o de telecontrol domòtic.
Les passarel·les residencials disposen d'arquitectures modulars basades en estàndards com el X10, l'EIB o el LonWorks, i s'ha establert un estandard, l'OSGi (Open Serive Gateway Initiative) basat en arquitectura JAVA i interfícies d'aplicacions en API (Interfícies de Programació d'Aplicacions), que independentment del proveïdor permetrien de prestar suport a les aplicacions desenvolupades pels diversos fabricants, de manera que no caldrien canvis de plataforma per a l'evolució de les aplicacions.